# Franz Hauer (Kunstsammler)

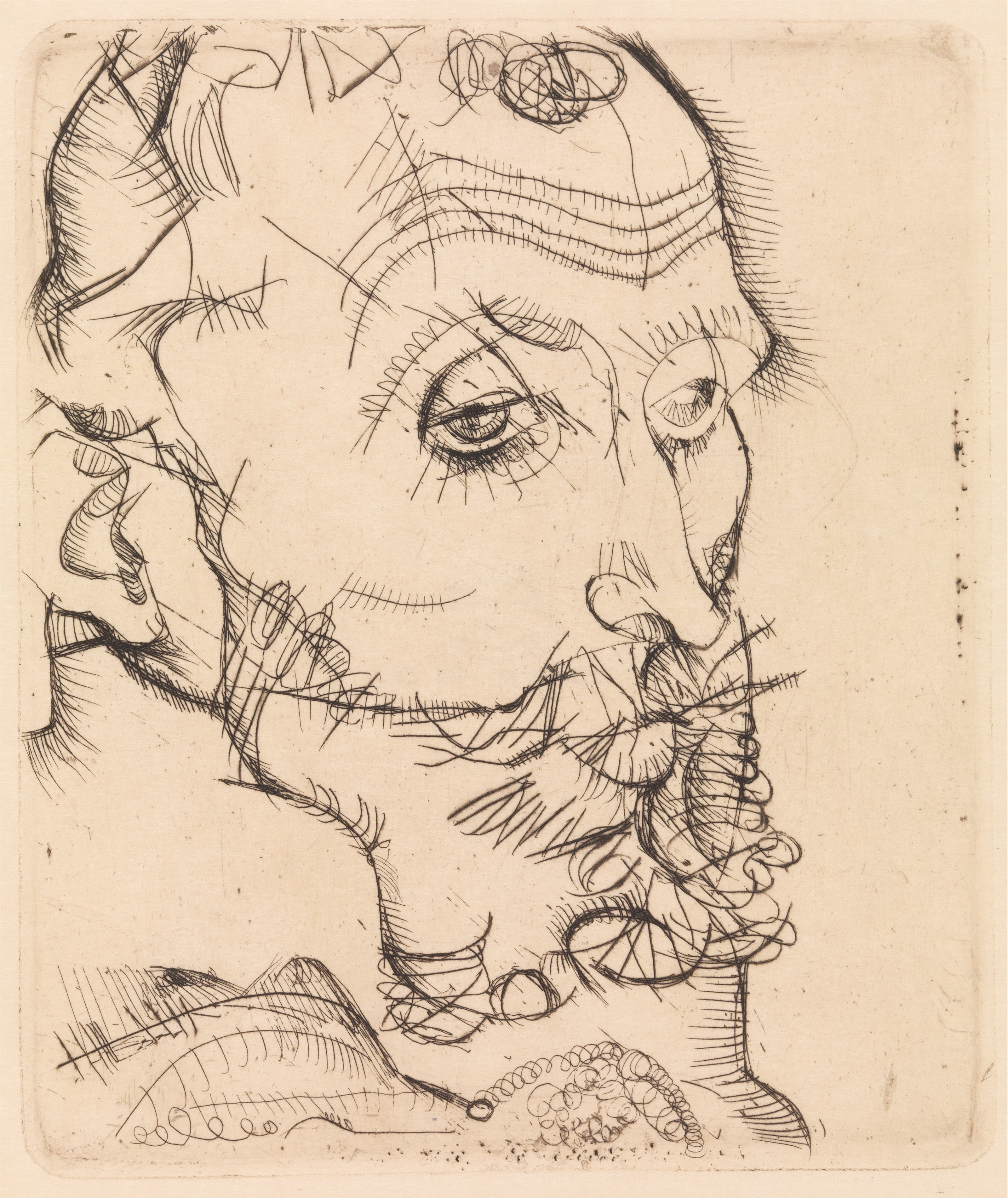
Franz Hauer, porträtiert von Egon Schiele (1914)

Franz Hauer (* 19. Mai 1867 in Weißenkirchen in der Wachau; † 5. Juni 1914 in Wien) war ein österreichischer Gastwirt und Kunstsammler.

## Leben

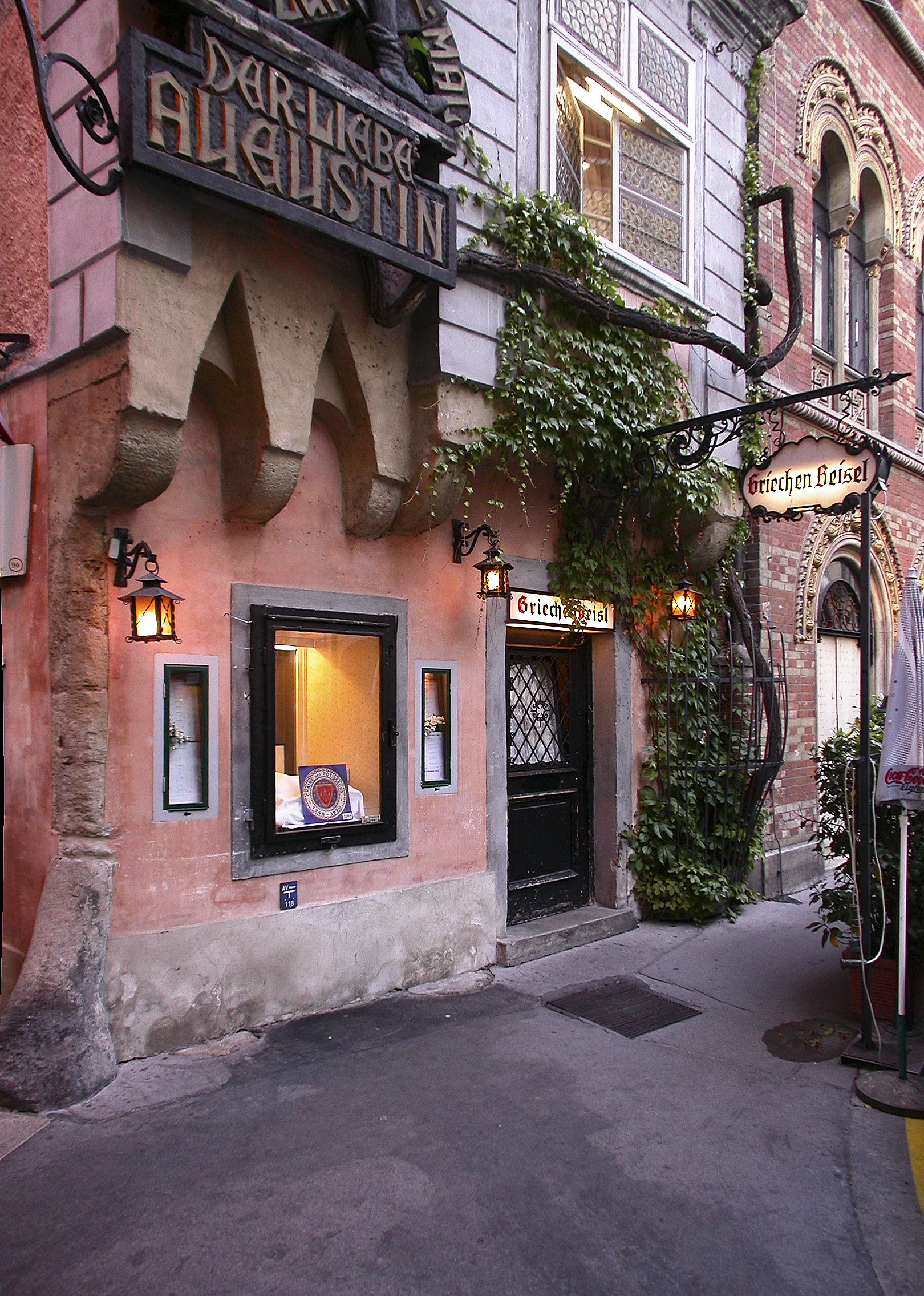
Das Griechenbeisl in Wien

Franz Hauer wuchs als Sohn eines Briefträgers in mittellosen Verhältnissen in Weissenkirchen in der Wachau auf.
Mit einer Gaststätte, dem Griechenbeisl in Wien, erreichte er nach der Übernahme 1897 Wohlstand und widmete sich fortan dem Sammeln von zeitgenössischer Kunst. Hauer wurde einer der bedeutendsten Sammler der Werke von Albin Egger-Lienz, Egon Schiele, Oskar Kokoschka, Karl Sterrer, Anton Faistauer und vielen anderen Künstlern.
Im Juni 1914 starb er 47-jährig an einer Blinddarmentzündung.

In den Jahren nach seinem Tod wurde die Sammlung zum großen Teil verkauft, sie befindet sich heute in zahlreichen wichtigen Museen und Privatsammlungen in Europa und den USA.
Vier Jahre nach seinem Ableben, am 20. März 1918, fand eine Auktion der Sammlung im Wiener Dorotheum statt.
Sein Sohn Leopold Hauer (1896–1984) war als Maler tätig.
Wichtige Werke der Sammlung gingen als Erbe an die Enkelin Christa Hauer-Fruhmann weiter und befinden sich heute in den Landessammlungen Niederösterreich.

## Ausstellungen
- 2019/2020 „Franz Hauer – Selfmademan und Kunstsammler der Gegenwart“. Landesgalerie Niederösterreich, Krems an der Donau, Stadtteil Stein.